# Hausneindorf
Hausneindorf ist ein Ortsteil der Gemeinde Selke-Aue im Landkreis Harz in Sachsen-Anhalt. Er liegt etwa zwölf Kilometer nordöstlich von Quedlinburg.
Am 1. Januar 2010 schlossen sich die bis dahin selbstständigen Gemeinden Hausneindorf und Wedderstedt zur neuen Gemeinde Selke-Aue zusammen. Gleichzeitig wurde die Gemeinde Heteborn nach Selke-Aue eingemeindet.

## Klima
Klimadiagramm anhand der statistischen Mittelwerte aus den Jahren 1961–1990.

## Geschichte
Hausneindorf wurde um 570 gegründet.
Die um 1140 durch Heinrich den Löwen errichtete gewaltige Burg zu Neundorf (Burg Hausneindorf) ist das Wappenbild (Turm mit Mauerwerk) des zukünftigen Wappens der Gemeinde, welche auch gegenwärtig als kulturhistorisches Denkmal den Charakter des Ortes prägt.
Am 30. September 1928 wurde der Gutsbezirk Dippesches Rittergut Hausneindorf mit der Landgemeinde Hausneindorf vereinigt.
Am gleichen Tage wurde der Gutsbezirk Ehemalige Domäne Hausneindorf ebenfalls mit der Landgemeinde Hausneindorf vereinigt – mit Ausnahme der Enklave in der Gemarkung Friedrichsaue, die mit der Landgemeinde Friedrichsaue vereinigt wurde. Am 1. März 1929 wurde der Gutsbezirk Rätzellsches Rittergut Hausneindorf in Teilen mit der Gemeinde Hausneindorf und in Teilen mit der der Gemeinde Friedrichsaue vereinigt.
Nach 1990 zunächst zum Kreis Aschersleben gehörend, wechselte Hausneindorf im Zuge der Kreisreform 1994 zum Landkreis Quedlinburg und ging in die Verwaltungsgemeinschaft Bode-Selke-Aue. 2005 wurde aus letztem die Verwaltungsgemeinschaft Ballenstedt/Bode-Selke-Aue, welche fast vollständig zum 1. Januar 2010 sich zur Verbandsgemeinde Vorharz zusammenschloss.
| Zeitpunkt         | Einwohner |
| ----------------- | --------- |
| 31. Dezember 2002 | 908       |
| 31. Dezember 2006 | 819       |
| 31. Dezember 2007 | 796       |
| 31. Dezember 2008 | 784       |

Die Bevölkerungsverteilung 2008 wies 52,9 % männliche und 47,1 % weibliche Einwohner auf, dabei waren 15,6 % jünger als 20 Jahre, 61,9 % zwischen 20–65 und über 65 waren 22,6 %.
Hausneindorf wird in den kommenden Jahren ein Bevölkerungsrückgang von 8,2 % vorhergesagt. Damit würden nach Grundlage des Basisjahres 2008 im Jahr 2025 noch 720 Personen in dem Ortsteil wohnen.

## Politik
Die letzte Gemeinderatswahl am 7. Juni 2009 ergab bei einer Wahlbeteiligung von 41,2 Prozent folgendes Ergebnis:
- Einzelbewerber - 75,2 %, 7 Sitze
- Wählergruppen - 24,8 %, 2 Sitze

Zur Bürgermeisterin wurde die zuletzt am 16. März 2008 im Amt bestätigte Cornelia Fabian von der SPD gewählt.
Der Bundestagswahlkreis ist 69 Harz, der Landtagswahlkreis ist 30 Quedlinburg.

### Wappen und Flagge
Das vom Heraldiker Karl-Heinz Fritze aus Niederorschel gestaltete Wappen wurde am 26. März 2003 durch das Regierungspräsidium Magdeburg genehmigt. Es zeigt: „In Blau hinter einer silbernen, schwarz gefugten, gezinnten Mauer ein silberner, schwarz gefugter behelmter Turm mit kleiner Fensteröffnung.“
Die Farben der ehemaligen Gemeinde sind Silber (Weiß) - Blau. Die Flagge ist Blau - Weiß - Blau (1:2,5:1) gestreift und mit dem mittig aufgelegten Wappen belegt.

## Kultur und Sehenswürdigkeiten
- Die evangelische Kirche verfügt über eine zuletzt 1914 veränderte Röver-Orgel mit über 1500 Pfeifen, welche 1995–2009 grundlegend saniert wurde.[7]
- Der Fußballverein SV Blau-weiß Hausneindorf 1919 e. V. spielte in der Saison 2006/2007 in der Landesklasse Sachsen-Anhalt, Staffel 5[8], in der Saison 2009/10 in der Landesliga Sachsen-Anhalt Staffel Nord[9].
- Am 20. Februar 2006 hat sich der Heimatverein-Hausneindorf gegründet.
- In fünf Kilometer Entfernung befindet sich das Naherholungsgebiet Concordiasee.

## Wirtschaft und Infrastruktur
- Hausneindorf hat eine Kfz-Werkstatt.
- Durch den Ort verläuft die Landstraße L73, die nächsten Auffahrten zur A 36 befinden sich 8,6 bzw. 9,8 Fahrkilometer entfernt. Jeweils etwa drei Kilometer entfernt liegen die Haltepunkte Hedersleben-Wedderstedt sowie Gatersleben. Stündliche Verbindungen gibt es nach Halle (Saale) Hauptbahnhof über Aschersleben und nach Halberstadt, zweistündlich nach Hannover Hauptbahnhof über Wernigerode und Goslar. Eine Buslinie der Harzer Verkehrsbetriebe fährt nach Quedlinburg und Gatersleben.

## Persönlichkeiten
- Fritz Huschke von Hanstein (1911–1996), Motorsportler, "Rennbaron", verbrachte seine Kindheit in Hausneindorf, die ehemalige Schule wurde nach ihm benannt
- Gert von Paczensky (1925–2014), Journalist, in Hausneindorf geboren
- Adolf Reubke (1805–1875) begann nach 1837 in Hausneindorf mit dem Bau verschiedener Orgeln. Die Firma Reubke & Sohn übernahm später sein Sohn Emil.
- Julius Reubke (1834–1858), Pianist, Organist und Komponist, in Hausneindorf geboren
- Ernst Röver (1857–1923) übernahm nach dem Tod Reubkes die Orgelbaufirma und betrieb sie bis 1921.
- Theodor Stolte (1815–1910), Mediziner, Meister vom Stuhl der Loge Teutonia zur Weisheit in Potsdam, in Hausneindorf geboren